# Omar Lamin Abeidi
Omar Lamin i Abeidi es un trabajador social y político español de origen saharaui del Partido Socialista de las Islas Baleares. Es la primera persona de origen migrante en ser miembro del Parlamento de las Islas Baleares y el primer saharaui-español en ser miembro de un parlamento regional en España, siendo elegido tras las elecciones al Parlamento de las Islas Baleares de 2023.

## Biografía
Omar Lamin nació en los campos de refugiados saharauis situados en Tinduf, Argelia. Llegó por primera vez a las Islas Baleares con siete años para quedarse con una familia de acogida a través del proyecto "Vacaciones en Paz". Vive en Palma de Mallorca desde 1999.

## Carrera política
Omar se afilió al Partido Socialista Obrero Español (PSOE) debido a que creció en una familia "de tradición socialista". Como miembro del PSOE apoyó la iniciativa "Socialistas por el Sáhara" frente a la decisión del gobierno español de apoyar el plan marroquí de autonomía para el Sáhara Occidental. Se considera que cuenta con el apoyo de la líder regional del PSOE balear, Francina Armengol.
Fue nombrado director insular de Atención Comunitaria y Proyectos Estratégicos del Instituto Mallorquín de Asuntos Sociales el 27 de febrero de 2021. Renunció a estabilizar su puesto temporal en marzo de 2023.
Fue elegido diputado tras las elecciones Parlamento de las Islas Baleares de 2023, siendo el primer saharaui-español elegido para un parlamento regional en España. Prometió su cargo "por la justa lucha del pueblo saharaui y por todas las personas que fueron obligadas a huir de casa puedan volver".